# SPARS 부호

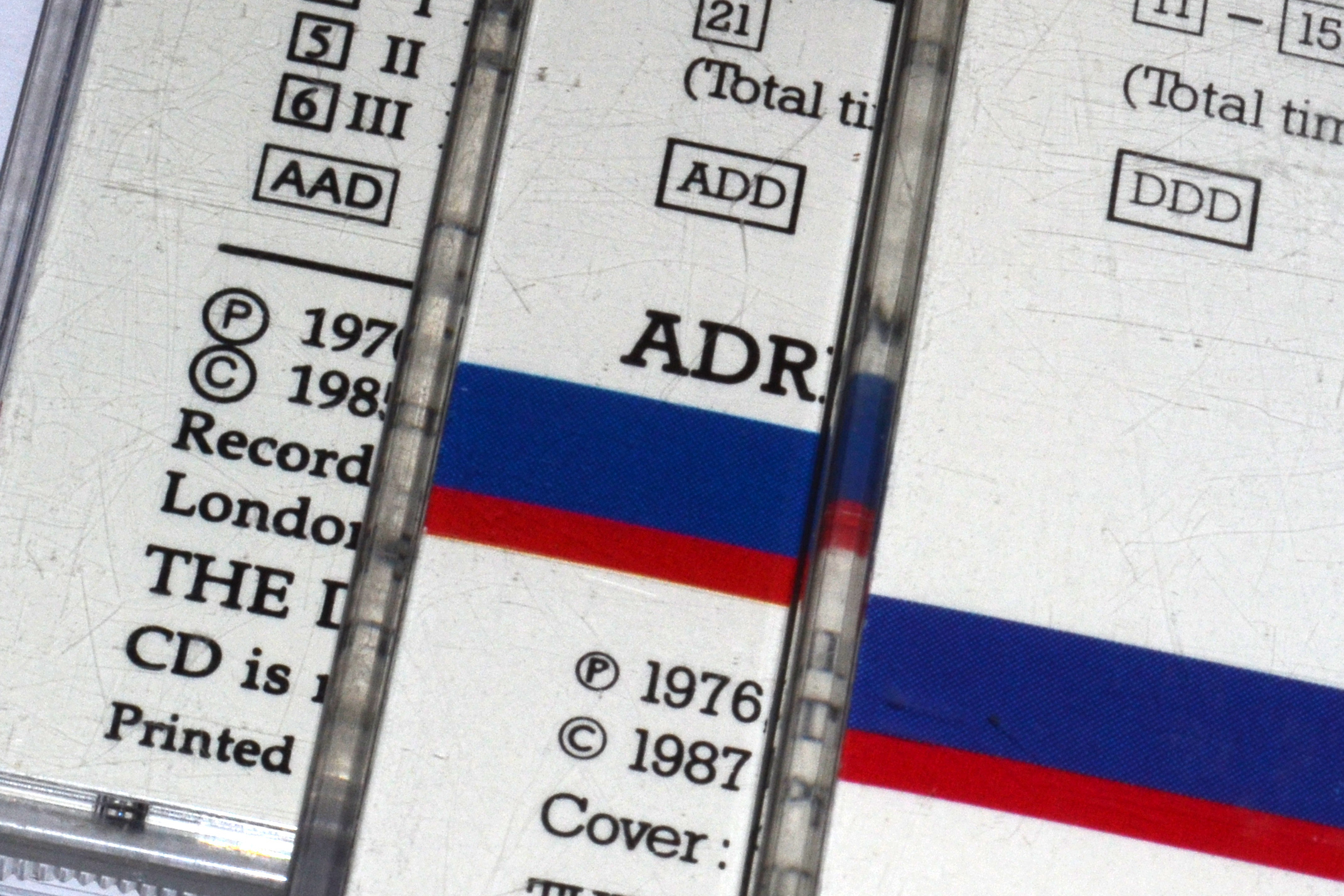
SPARS (AAD, ADD, DDD)

SPARS 부호는 음반을 낼 때 디지털·아날로그 가운데 어떤 장비를 썼느냐를 나타네는 세 글자짜리 부호이다. STARS(Society of Professional Audio Recording Services)는 직업적인 오디오 레코딩 서비스 협회의 약자이다.
앞에서부터 녹음, 편집, 마스터링 순이다.

## 코드
크게 5가지 종류가 있다.
- AAA
- AAD
- ADD - 아날로그로 녹음한 것을 디지털로 편집·기록한 경우.
- DDD - 디지털로 녹음한 것을 디지털로 편집·마스터링한 경우.
- DAD

## 흔히 쓰이지 않는 코드
- DD
- AAA
- ADA
- DAD
- DDDD
- DDA/DDD

## 같이 보기
- 녹음과 재생
- HDCD